# 魔戒：咕嚕
《魔戒：咕嚕》（英語：The Lord of the Rings: Gollum）是一款由代達利克娛樂開發，並與Nacon聯合發行的開放世界動作角色扮演遊戲。該遊戲是以《魔戒》角色咕嚕為第一視角，探討他在《魔戒現身》前所經歷的故事，玩家在大部份時間都能在開放世界自由探索，然而咕嚕的另一個人格史麥戈間中會奪取角色控制權。遊戲在几次延期后於2023年5月25日在Microsoft Windows、PlayStation 4、PlayStation 5、Xbox One、Xbox Series X/S等平台上公開發售，而任天堂Switch版本将在之后发售。游戏在发售后受到了游戏媒体和玩家方面的口诛笔伐，截止2023年6月，本作是Metacritic上2023年口碑最差的电子游戏。

## 發展
2019年，代達利克娛樂宣佈製作《魔戒：咕嚕》，並將會於2021年推出。後來在與Nacon的協議聲明下，遊戲的發售日期被推遲到2022年。製作團隊於2022年5月在官方Twitter帳號上宣佈遊戲將會在同年9月1日於Steam、PlayStation和Xbox上推出，而Switch版本將會在11月30日發行。然而，在同年7月，製作團隊指發行日期將會再度延後數個月。

## 后续
| 汇总媒体             | 得分                                   |
| -------------------- | -------------------------------------- |
| Metacritic           | (PC) 38/100 (PS5) 33/100 (XSXS) 43/100 |
| OpenCritic（推荐率） | 4%                                     |

| 媒体           | 得分         |
| -------------- | ------------ |
| Digital Trends | [ 16 ] [ a ] |
| Eurogamer      | [ 18 ]       |
| Game Informer  | 3.5/10       |
| GamesRadar+    | [ 20 ]       |
| GameSpot       | 2/10         |
| HardcoreGamer  | 2/5          |
| IGN            | 4/10         |
| PC Gamer美国   | 64/100       |
| PCGamesN       | 3/10         |
| Push Square    | [ 26 ]       |
| Shacknews      | 6/10         |
| 衛報           | [ 28 ]       |

2023年6月30日，代達利克娛樂宣布不再制作电子游戏，将聚焦于电子游戏发行业务。其内部游戏开发部门被解散，90位员工会受到影响，此外除《魔戒：咕噜》之外的另一部《指环王》主题游戏被取消开发。外界认为《魔戒：咕噜》糟糕的评价和表现是代達利克做出该决定的原因之一。
2023年10月7日，德国媒體Game Two指控代達利克和Nacon存在无偿加班、員工拿到手的工资低于最低工资标准以及工作環境恶劣等问题。該媒體還表示，遊戲开发商的道歉声明是通過ChatGPT生成的，且该游戏的预算约为1500万欧元，这对于一款3A游戏来说远远不够，因而游戏部分内容被删减。

## 備註
1. ↑  Digital Trends was initially unable to review the game due to repeated crashes, but reviewed the game after the game was patched.[17]

## 外部連結
- 互联网电影数据库（IMDb）上《魔戒：咕嚕》的资料（英文）